# Enfin veuve
Enfin Veuve (Enfim Viúva, no Brasil) é um filme francês de 2007, dirigido por Isabelle Mergault, estrelando Michèle Laroque, Jacques Gamblin e Wladimir Yordanoff

## Enredo
Casada com um famoso cirurgião plástico, Anne-Marie Gratigny (Michele Laroque) leva uma vida muito boa como dona de casa. Tem uma empregada fiel e dedicada, muito dinheiro e diversas benesses que muitas outras mulheres invejariam. Mas seu casamento é um terror. Gilbert (Wladimir Yordanoff), o marido, é extremamente focado no trabalho e nunca dá atenção à esposa. Como resultado de anos nesta rotina, Anne-Marie tem um amante, Léo (Jacques Gamblin) - um construtor de barcos - com quem planeja escapar do casamento e ir morar na China, onde ele conseguiu uma ótima oferta de trabalho. Com a dificuldade de os dois se encontrarem e a proximidade da partida de Léo, Anne-Marie é encorajada a preparar uma carta de adeus à Gilbert. Num determinado dia, após passar horas com seu amante, Anne-Marie retorna para sua casa, onde é surpreendida por toda a família reunida. Gilbert sofreu um acidente fatal de automóvel. Viúva sem esperar, Anne-Marie sente-se aliviada e livre para viver seu verdadeiro amor. Mas sua família, preocupada com a matriarca, não a deixará em paz para encontrar-se com Léo. Anne-Marie, então, deve fingir o luto que não sente.

## Elenco
- Michèle Laroque............. Anne-Marie Gratigny
- Jacques Gamblin............. Léo Labaume
- Wladimir Yordanoff.......... Gilbert Gratigny
- Tom Morton.................. Christophe Gratigny
- Valérie Mairesse............ Nicole
- Claire Nadeau............... Viviane
- Eva Darlan.................. Catherine